# Kootenai County
Kootenai County ist ein County im Bundesstaat Idaho der Vereinigten Staaten. Der Verwaltungssitz (County Seat) ist Coeur d’Alene.

## Geographie
Das County liegt im Nordwesten von Idaho, grenzt im Westen an Washington und hat eine Fläche von 3408 Quadratkilometern, wovon 183 Quadratkilometer Wasserfläche sind. Es grenzt im Uhrzeigersinn an folgende Countys: Bonner County, Shoshone County und Benewah County.
Das County wird vom Office of Management and Budget zu statistischen Zwecken als Coeur d’Alene, ID Metropolitan Statistical Area geführt.

## Geschichte
Kootenai County wurde am 22. Dezember 1864 aus Teilen des Nez Perce County gebildet. Benannt wurde es nach dem Indianerstamm der Kutenai, da es im traditionellen Siedlungsgebiet des Stammes liegt.
Im Kootenai County liegt eine National Historic Landmark, die Cataldo Mission. 41 weitere Bauwerke und Stätten des Countys sind im National Register of Historic Places eingetragen.

## Demografische Daten

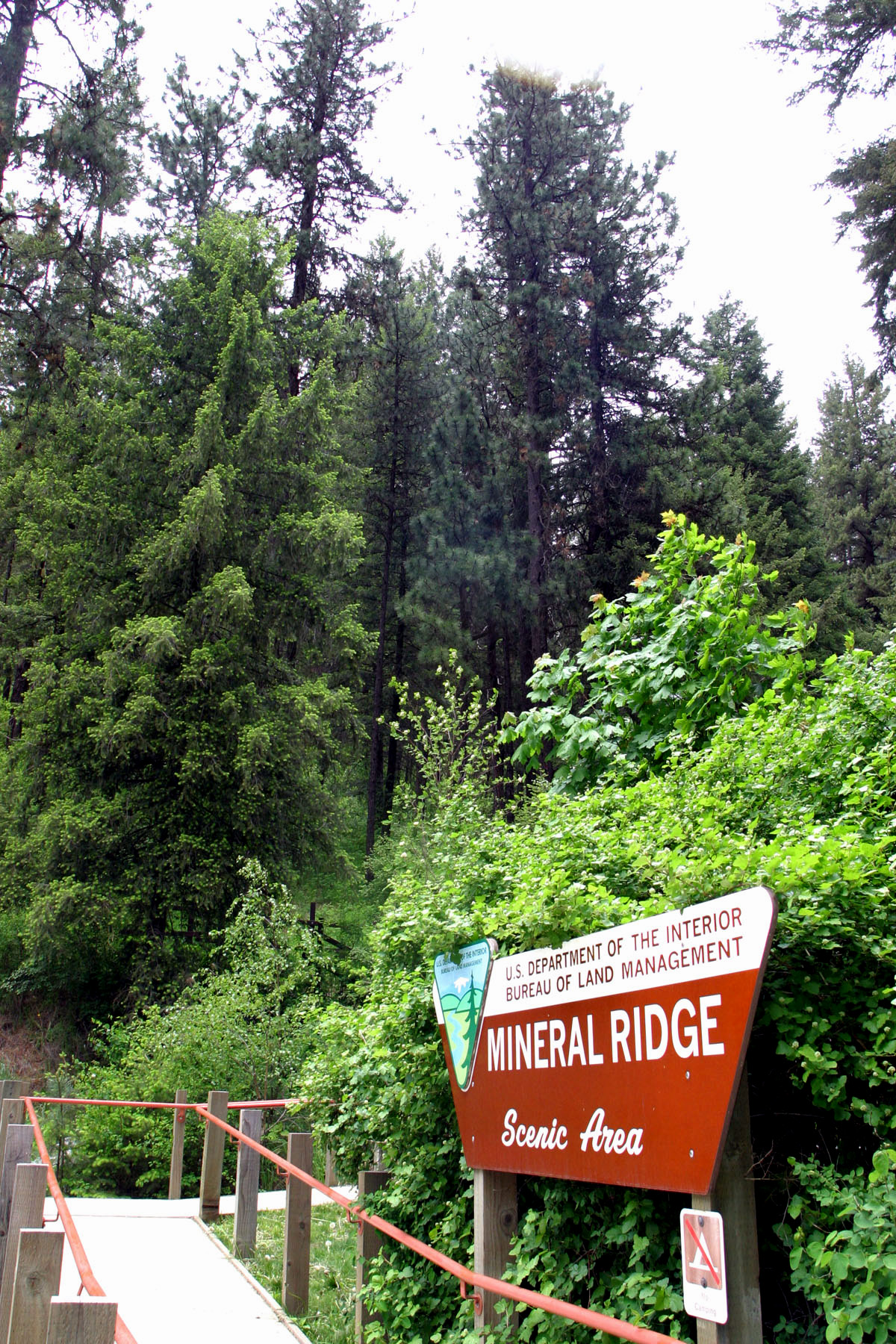
Kootenai Mineral Ridge Trail

Nach der Volkszählung im Jahr 2000 lebten im Kootenai County 108.685 Menschen in 41.308 Haushalten und 29.659 Familien. Die Bevölkerungsdichte betrug 34 Personen pro Quadratkilometer. Ethnisch betrachtet setzte sich die Bevölkerung zusammen aus 95,84 Prozent Weißen, 0,17 Prozent Afroamerikanern, 1,23 Prozent amerikanischen Ureinwohnern, 0,50 Prozent Asiaten, 0,07 Prozent Bewohnern aus dem pazifischen Inselraum und 0,59 Prozent aus anderen ethnischen Gruppen; 1,60 Prozent stammten von zwei oder mehr Ethnien ab. 2,33 Prozent der Bevölkerung waren spanischer oder lateinamerikanischer Abstammung.
Von den 41.308 Haushalten hatten 34,9 Prozent Kinder unter 18 Jahren, die bei ihnen lebten. 58,6 Prozent davon waren verheiratete, zusammenlebende Paare. 9,2 Prozent waren allein erziehende Mütter und 28,2 Prozent waren keine Familien. 21,9 Prozent waren Singlehaushalte und in 8,3 Prozent lebten Menschen mit 65 Jahren oder älter. Die Durchschnittshaushaltsgröße betrug 2,60 und die durchschnittliche Familiengröße war 3,03 Personen.
27,1 Prozent der Bevölkerung waren unter 18 Jahre alt, 8,7 Prozent zwischen 18 und 24 Jahre, 28,0 Prozent zwischen 25 und 44 Jahre, 23,9 Prozent zwischen 45 und 64 Jahre. 12,3 Prozent waren 65 Jahre oder älter. Das Durchschnittsalter betrug 36 Jahre. Auf 100 weibliche Personen kamen 98,1 männliche Personen. Auf 100 Frauen im Alter von 18 Jahren und darüber kamen 94,9 Männer.
Das jährliche Durchschnittseinkommen der Haushalte betrug 37.754 USD, das Durchschnittseinkommen der Familien 42.905 USD. Männer hatten ein Durchschnittseinkommen von 33.661 USD, Frauen 22.113 USD. Das Prokopfeinkommen betrug 18.430 USD. 7,7 Prozent der Familien und 10,5 Prozent der Einwohner lebten unterhalb der Armutsgrenze.

## Orte im County
- Athol
- Atlas
- Bayview
- Bellgrove
- Belmont
- Blackwell
- Cataldo
- Chilco
- Clarksville
- Coeur d’Alene
- Coeur d’Alene Junction
- Conkling Park
- Dalton Gardens
- Dudley
- East Greenacres
- Echo Beach
- Eddyville
- Excelsior Beach
- Fernan Lake Village
- Garwood
- Gibbs
- Grand Junction
- Harrison
- Hauser
- Haycrop
- Hayden
- Hayden Lake
- Howelltown
- Huetter
- Lane
- McGuire
- Medimont
- Mica
- Mozart
- North Pole
- Pleasant View
- Post Falls
- Ramsey
- Rathdrum
- Rockaway Beach
- Rockford Bay
- Rose Lake
- Setters
- Silver Beach
- Silver Sands Beach
- Spirit Lake
- Springston
- State Line Village
- Sturgeon
- Twin Beaches
- Twinlow
- Wolf Lodge
- Worley